# Exogone brasiliensis
Exogone brasiliensis is een borstelworm uit de familie van de Syllidae. De wetenschappelijke naam van de soort werd voor het eerst geldig gepubliceerd in 2019 door Fukuda, Menezes-Moura, Guimarães en Ruta.